# Neosalanx reganius
Neosalanx reganius — вид корюшкоподібних риб родини Саланксові (Salangidae).

## Поширення
Це ендемічний вид для Японії. Мешкає тільки, у гирлах річок Мідорі і Тікуґо на острові Кюсю.

## Опис
Його максимальна довжина становить 63 мм (2,5 дюйма), а тривалість життя — близько року.

## Спосіб життя
Відносно рідкісний через його обмежений ареал і класифікується як уразливий вид. Н. reganius є гирловим видом, який зазвичай знаходиться у каламутній воді з низькою мінералізацією або у прісній воді. Живиться планктоном. Відносно свого розміру, дуже плодючий (відкладає 347–1071 ікринок), а яєчники вагітної самиці становить, в середньому, 44% від загальної маси тіла.